# Уйчинський район

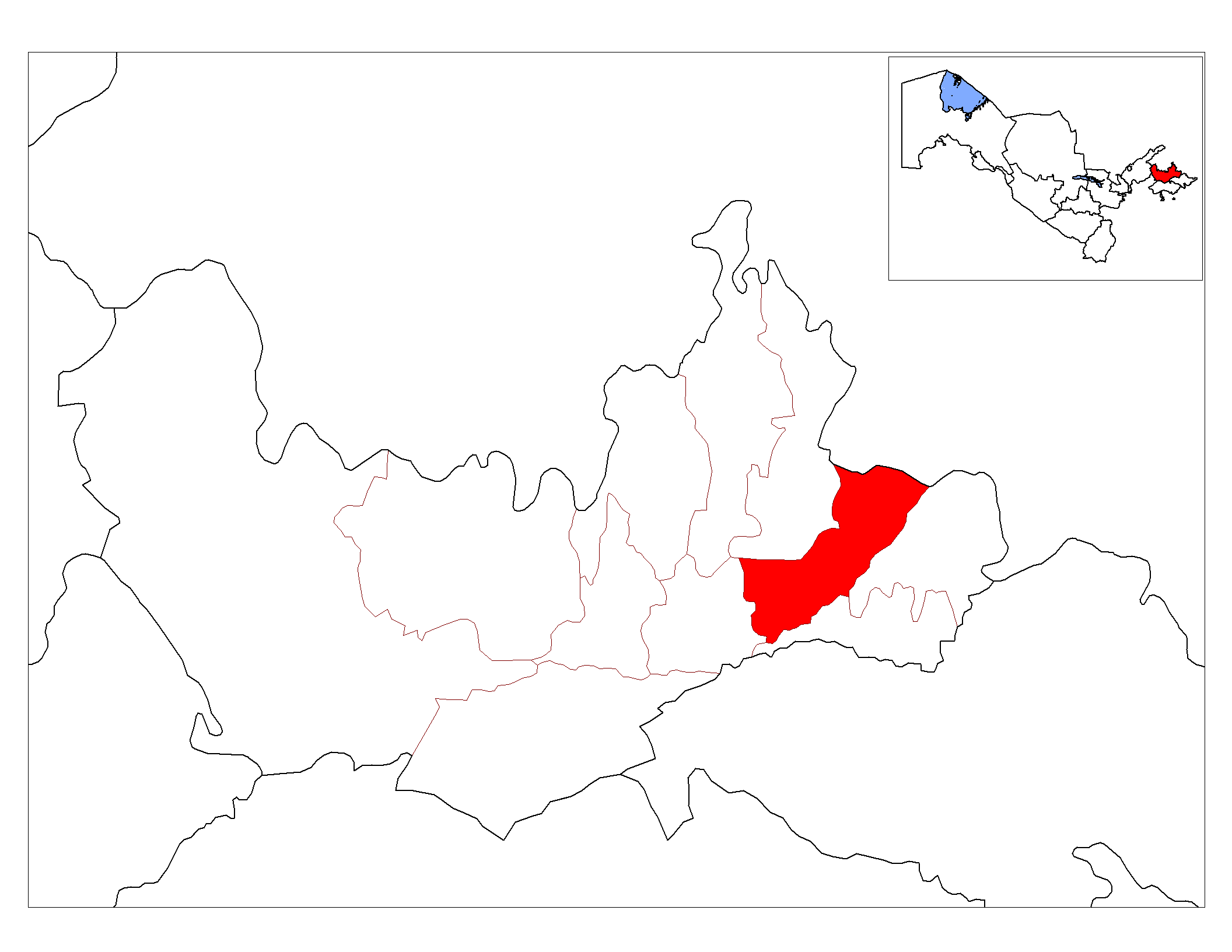
Розташування району в Наманганській області.

Уйчинський район (узб. Уйчи тумани, Uychi tumani) — район у Наманганській області Узбекистану. Розташований на сході області. Утворений в 1935 році. Центр —  селище міського типу Уйчі.
| Узбекистан | Це незавершена стаття з географії Узбекистану. Ви можете допомогти проєкту, виправивши або дописавши її. |